# Орегон
Орего́н (англ. Oregon, американское произношение: [ˈɒrɪɡən] (слушать)о файле; варианты ударения: О́регон и Орего́н) — штат на западном побережье США, один из так называемых Тихоокеанских штатов. Население — 4 241 500 человек (27-е место среди штатов; данные 2020 года). Столица — Сейлем, крупнейший город — Портленд. Другие крупные города — Юджин, Грешем, Бивертон, Медфорд, Корваллис, Спрингфилд, Астория.
Официальный девиз штата — «Летит на собственных крыльях» (лат. Alis Volat Propriis). Официальное прозвище — «Бобровый штат» или «Штат бобра» (англ. Beaver State). Орегон — единственный штат США, имеющий двухсторонний флаг. На одной стороне изображена печать штата, а на оборотной стороне — бобр.

## География
Орегон занимает площадь 255 026 км² (девятое место среди штатов). На севере он граничит со штатом Вашингтон, на востоке — с Айдахо, на юге — с Невадой и Калифорнией. На западе его территория омывается водами Тихого океана.
Территорию Орегона можно условно разделить на шесть зон.
В западной части параллельно тихоокеанскому побережью тянется Орегонский береговой хребет, наивысшая точка — гора Мэрис-Пик (1249 м).
На юго-западе расположены горы Сискию, с наивысшей точкой — горой Ашленд (2296 м).
К востоку и северу от них находится долина реки Уилламетт с общей высотой менее 130 м над уровнем моря, в которой проживает около 2/3 населения Орегона.
Каскадные горы, протянувшиеся через весь штат с севера на юг, делят его на западную и восточную части. Высшей точкой является спящий вулкан Худ высотой (по разным источникам) 3424-3427 м, последнее извержение которого произошло около 1790 года. В Каскадных горах находится большое количество геотермальных источников.
Бессточная равнина Дешут-Юматилла, занимающая географический центр штата, является «зерновым поясом» Орегона. На северо-востоке — горы Блу-Маунтинс (3011 м). На юго-востоке штата находится Орегонская пустыня — полупустынное нагорье с солёными озёрами непостоянных очертаний.
Основные реки — Колумбия (58 % территории штата приходится на её бассейн), Уилламетт, Снейк, Дешут.
На территории Орегона находится множество озёр, в том числе самое глубокое (589 м) в стране озеро Крейтер. Климат в западной части штата мягкий и дождливый, от 2—10 °C в январе до 13—24 °C в июле. Осадки на западных склонах гор доходят до 2500 мм в год, во внутренних районах — не более 250 на юго-западе.
- Виды Орегона
- Вулкан Худ
- Вид с воздуха на озеро Крейтер
- Гора Маунт-Худ и её отражение в озере Триллиум
- Вид с севера на побережье штата Орегон

### Флора и фауна
Орегон является домом для уникального и разнообразного массива дикой природы. Примерно 60 % территории штата покрыто лесом, в то время как районы к западу от Каскадных гор ещё более плотно заселены зеленым богатством, составляющим около 80 % ландшафта.
Около 60 % лесов Орегона находятся на федеральной земле. Орегон является главным производителем древесины из нижних 48 штатов.

## История
Из образцов копролитов людей докловисской культуры из пещер Пэйсли в штате Орегон возрастом 14290 — 12750 лет назад удалось секвенировать ДНК и определить митохондриальные гаплогруппы A2 и B2.
Обувь-сандалии из коры полыни, найденные в пещере Форт-Рок в 1938 году, датируются примерно 7000 или 8000 годами до нашей эры.
В древности на территории Орегона жили индейские племена банноки, чинуки, кламаты, модоки, не-персе (от фр. nez perce — проткнутый нос).
В 1778 году берега современного Орегона обследовал Джеймс Кук, искавший здесь северо-западный проход.
В 1792 году по низовьям реки Колумбия прошёл бостонский капитан Роберт Грей. Именно он дал реке название в честь своего корабля. В 1805—1806 годах экспедиция Льюиса и Кларка обследовала устье реки Колумбия и основала здесь форт Клатсоп.
В 1811 году Тихоокеанская пушная компания (англ. Pacific Fur Company) основала город Асторию. Вскоре здесь начала действовать и Компания Гудзонова залива. Массовый приток поселенцев в Орегон начался в 1830-х. Первых европейцев, появившихся в регионе в XVIII веке, местные индейцы встретили дружелюбно, но затем начали активно сопротивляться попыткам переселить их в резервации, и в провинции шли активные боевые действия.
В 20-х - 30-х годах XIX века на территорию Орегон предъявляла свои претензии Россия. В 1846 году был улажен Орегонский конфликт между Великобританией и США. В 1857 году была принята конституция Орегона, которая — с рядом поправок — действует до сих пор. 14 февраля 1859 года Орегон был принят в Союз, став 33-м по счёту штатом.
В сентябре 1942 года японцы нанесли бомбовые удары по территории штата. Это были две единственные бомбардировки континентальной территории США за время Второй мировой войны.

## Население
На 1 июля 2013 года население штата Орегон составляло 3 930 065 человек, что на 2,6 % больше, чем в 2010 году.
На 2004 год в штате Орегон проживало 309 700 иностранцев, что составляет 8,7 % от населения штата и около 90 000 нелегальных иммигрантов (2,5 % от населения штата).
Расовый состав населения:
- 83,5 % белые;
- 8,0 % латиноамериканцы;
- 1,6 % афроамериканцы;
- 3,0 % азиаты;
- 1,3 % индейцы;
- 3,1 % смешанные расы.

Большинство округов штата Орегон населены в основном гражданами немецкого происхождения (22,5 %), а также британского (14 %), ирландского (13,2 %), скандинавского (8,4 %) и других. Среди граждан Орегона 1,4 % русского происхождения и 0,6 % украинского. Большое число мексиканцев проживают в округах Малур и Джефферсон.
6,5 % населения Орегона составляют дети в возрасте до 5 лет, 24,7 % — в возрасте до 18, и 12,8 % населения составляют люди старше 65 лет. Женщины составляют около 50,4 % от населения штата.
Хотя большинство людей в штате считают себя христианами, в Орегоне наблюдается самая низкая посещаемость церквей по стране. Так например, в некоторых штатах около 80 % населения посещают церкви, в то время как в Орегоне их число составляет 12 %. Почти каждый четвёртый житель штата считает себя неверующим. В городе Вудборн и его окрестностях расположена крупнейшая в США община русских старообрядцев, насчитывающая до 10 тысяч членов. Среди русской общины Портленда, как и среди всех жителей штата, большинство граждан принадлежит к протестантским церквям, самыми крупными являются баптистские и пятидесятнические церкви.
Столица штата — город Сейлем, крупнейшим городом штата является Портленд, а Юджин, где располагается Университет Орегона, является вторым городом штата по численности населения, опережая Сейлем.

## Экономика
В Орегоне находятся незначительные (выгодные для добычи только в моменты повышения цен) месторождения таких металлов как золото, серебро, медь, свинец, цинк, хром. 
Орегон — единственный крупный производитель никеля в США. 
Развиты такие отрасли как деревообрабатывающая промышленность, сельское хозяйство, сектор информационных технологий.
В Орегоне нет налога с продаж.

### Сельское хозяйство
Штат является одним из национальных лидеров в производстве фундука (95 % производства США), стручковой фасоли, брокколи, груши, черешни, земляники, мяты и клюквы (7 % национального пр-ва) и имеет успешное и растущее виноградарство. Садоводство особенно характерно для долины Уилламетт, выращивание клюквы сконцентрировано в окрестностях города Бандон на тихоокеанском побережье.

## Достопримечательности
В крупнейшем городе Орегона, Портленде, расположен самый маленький парк мира — Милл Эндс Парк.

## Регионы-побратимы
Регионы-побратимы:
- Иракский Курдистан, Ирак[16];
- Чолла-Намдо, Южная Корея[17];
- Тояма, Япония;
- Тайвань;
- Фуцзянь, Китай;
- Зильги, Россия[18].